# Mine de Tchelopetch
La mine de Tchelopetch (en bulgare : Мина Челопеч) est une mine souterraine d'or et d'argent située en Bulgarie, près de Tchelopetch, dans l'oblast de Sofia. 
La mine était exploitée en 2012 par l'entreprise canadienne d'extraction minière Dundee Precious Metals,,. C'est la plus grande mine d'or de Bulgarie.